# Еверсманов хрчак
Еверсманов или казашки хрчак (лат. Allocricetulus eversmanni) је средњоазијска врста хрчка.

## Распрострањење
Ареал врсте је ограничен на мањи број држава. Врста је присутна у Русији, Кини и Казахстану.

## Станиште
Станишта врсте су шуме, поља риже, речни екосистеми, полупустиње и пустиње. Повремено залази и у шумостепе.

## Начин живота
Број младунаца које женка доноси на свет је обично 4-6. Годишњи број окота је просечно 2-3 у северном делу ареала, а 3-4 у јужном. Хрчак једе житарице, лубенице и друге биљке, па се сматра штеточином.

## Угроженост
Ова врста је наведена као последња брига, јер има широко распрострањење и честа је врста.